# چهارگوشلی
چهارگوشلی، روستایی از توابع بخش تخت جلگه شهرستان نیشابور در استان خراسان رضوی ایران است.

## جمعیت
این روستا در دهستان بینالود قرار دارد و براساس سرشماری مرکز آمار ایران در سال ۱۳۸۵، جمعیت آن ۲۵۱ نفر (۶۳خانوار) بوده‌است.
طبق سرشماری مرکز آمار در سال 1395، جمعیت آن 192 نفر(64 خانوار) می باشد.